# Finca La Vigía
Finca Vigía o La Vigía fue la residencia del afamado escritor norteamericano Ernest Hemingway en La Habana, Cuba, posteriormente declarada museo.

## Historia
Fue construida en 1886 por el arquitecto español Miguel Pascual y Baguer en una colina a unos 15 km al sureste de La Habana, contemplándose desde la terraza trasera y la torre adyacente una excelente vista del centro de la capital cubana.

### Los Hemingway

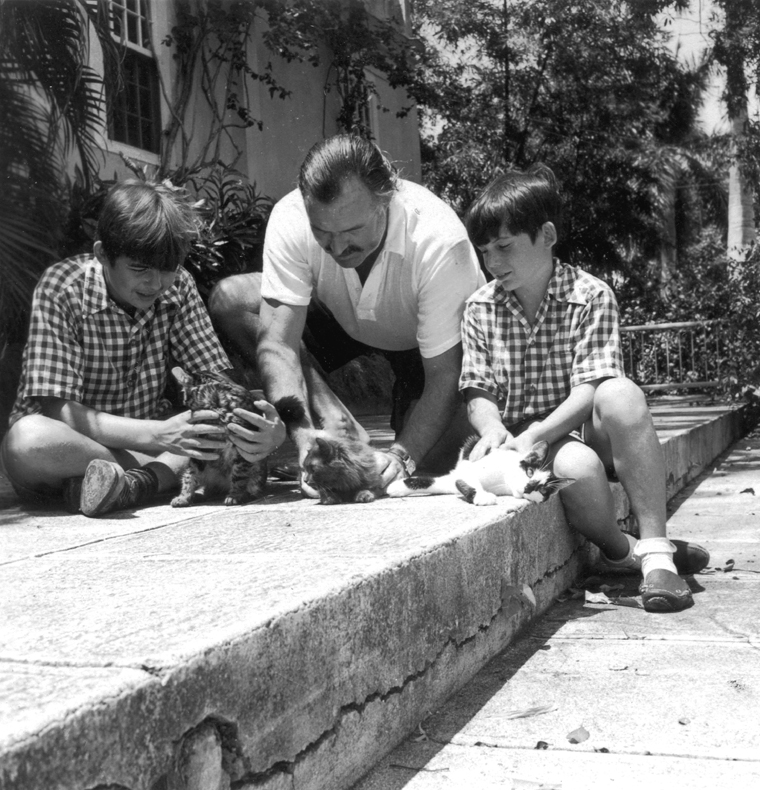
Hemingway con sus dos hijos menores (Patrick, izquierda y Gregory) y tres de los primeros gatos cubanos de Hemingway (Will, Princessa y Boise), en Finca Vigía, a fines de 1942 o principios de 1943. (Biblioteca JFK)

Hemingway vivió en la casa desde mediados de 1939 hasta 1960, al principio de alquiler, hasta que la compró en diciembre de 1940, tras casarse con su tercera esposa, Martha Gellhorn. Hemingway pagó 12,500 dólares por una propiedad de 15 acres y una granja.
Ésta fue encontrada por Gellhorn, amiga de Hemingway que había venido a Cuba para estar con él y que no quería vivir en la pequeña habitación del Hotel Ambos Mundos en el centro de la ciudad.
Fue en Finca Vigía donde escribió la mayor parte de Por quién doblan las campanas (una novela de la Guerra Civil Española) que Hemingway había cubierto como periodista con Gellhorn a finales de la década de 1930: la novela se inició en Ambos Mundos, y parte también se escribió en Idaho). Hemingway luego compraría la propiedad con algunas de las primeras regalías del libro, publicado en 1940.
A principios de la década de 1940, durante la Segunda Guerra Mundial, los tres hijos de Hemingway lo visitaban a menudo en la "Finca", a veces quedándose en una pequeña casa que Martha ("Marty") había arreglado con Hemingway para ellos.
Tras divorciarse Hemingway de Gellhorn 1945, Hemingway se quedó con la casa y vivió allí durante los inviernos con su última esposa, Mary Welsh Hemingway.
En la finca, Hemingway escribió  El viejo y el mar, publicado en (1951) esta obra relata la historia de un pescador que vivía en el cercano pueblo de Cojimar y que pescaba en las aguas de La Habana. El libro le valdría el Premio Nobel de Literatura.
Fue en la "Finca" donde Hemingway comenzó a criar gatos (solo había tenido pavos reales en Key West). No hay evidencia de que ninguno de los gatos cubanos de Hemingway fuera polidactilo. Hemingway comenzó con un gato de angora gris obtenido en Key West de un criador, llamado Princessa y más tarde en 1942 recogió dos gatitos cubanos llamados Good Will y Boise . Hemingway escribió extensamente sobre los hábitos de Boise. Para 1943, la población de gatos en la Finca era 11. Cuando Mary Hemingway se mudó a la Finca en 1946, construyó una torre de escritorios en la propiedad, pero Hemingway prefirió trabajar en su dormitorio, y el taller finalmente se asignó a la gatos. Hoy en día, no hay gatos en la propiedad cubana, pero varios y algunos con pulgares en la casa de Key West
Sin embargo, cuando la depresión y la enfermedad lo alcanzaron, Hemingway salió definitivamente de Cuba el 25 de julio de 1960, dejando atrás el hogar cubano en el que había vivido durante más de 20 años.

### Museo cubano
En el otoño de 1960, el gobierno cubano expropió una gran cantidad de propiedades extranjeras, incluida la casa de Hemingway y la Finca El Vigía, rompiendo el gobierno de los EE. UU. las relaciones diplomáticas con Cuba en octubre de 1960 e imponiendo un embargo financiero parcial. Después de la invasión de la Bahía de Cochinos en abril de 1961 y la proclamación de  Cuba como un Estado comunista en mayo, las relaciones entre Cuba y los EE. UU. se fueron a pique.
Por aquel entonces, Hemingway estaba siendo tratado por depresión severa en los Estados Unidos en la primera mitad de 1961, y los Hemingway no podían regresar a Cuba debido al clima político hostil entre los dos países.
Hemingway se suicidó en su casa de Idaho el 2 de julio de 1961.
La versión oficial del gobierno cubano es que tras la muerte de Hemingway, Mary Hemingway cedió la casa, con los muebles y la biblioteca, al gobierno cubano, que la convirtió en un museo dedicado al autor, aunque Mary Hemingway declaró que después del suicidio de Hemingway, el gobierno cubano la contactó en Idaho y anunció que tenía la intención de expropiar la casa, junto con todos los bienes inmuebles de Cuba, y Mary negoció con el gobierno de Castro por algunas propiedades muebles, pinturas, libros y los manuscritos depositados en una bóveda de La Habana, aunque la mayoría de sus bienes personales fueron abandonados ante la imposibilidad de sacarlos del país en aquel momento.
La vivienda, en peligro según el National Trust for Historic Preservation de Estados Unidos, fue restaurada por el gobierno cubano y reabierta en 2007, aunque sigue incluida como uno de los 11 sitios históricos en peligro de destrucción, a pesar de estar fuera de los EE UU.
Está además en la lista bienal del World Monuments Fund de los "100 sitios más amenazados".
Existen importantes disputas y controversias sobre la condición de la casa y sus contenidos, aunque los investigadores que la han visitado regresan con afirmaciones consistentes de que pertenece al gobierno cubano, que ha mantenido responsablemente la casa, sus contenidos, incluido un barco de pesca de madera Pilar, y sus terrenos, desde la Revolución, mientras que los EE. UU. carecen de pruebas.
En un artículo periodístico de junio de 2008, el escritor irlandés de suspense Adrian McKinty alegó que durante una visita a la casa, un policía secreto cubano le ofreció cualquier libro en la biblioteca de Hemingway por 200 $.
Desde de agosto del 2016, se estaba restaurando el garaje de madera, reconvertido en la casa de huéspedes de una planta que albergaba las oficinas del director y el personal del museo, construyéndose nuevas.